# Miss Earth México
Miss Earth México es un concurso anual de belleza en México. Se dice que la portadora del título es «la mujer más bella del país». Cada concursante representa su estado de origen o residencia y la ganadora del título lo lleva por un periodo de alrededor de un año y representa al país en Miss Earth. Las participantes y ganadoras le dan significado e importancia a esta competencia de belleza promoviendo causas ambientales de relevancia e involucrándose activamente en la preocupación por la preservación de la Madre Tierra. La reina actual de Miss Earth México es Génesis Vera del estado de Veracruz, quién se convierte en la segunda veracruzana en ir a Miss Earth.
La ganadora obtiene el derecho de representar a México en el concurso Miss Earth, así mismo las finalistas nacionales son enviadas a otros certámenes internacionales de los cuales la organización tiene franquicias como: Miss Eco Internacional, Miss Panamerican  International, The Miss Globe, Miss Polo International, Miss Freedom of the World, Miss Multinational y Reina Mundial de la Piña.
El dueño y fundador de la organización "Miss Earth México" es Paul Marsell, quien es responsable de organizar desde el año 2002 el certamen Miss Latina México y posterior Miss Earth México donde se elige a la delegada del país para el concurso principal de la marca: Miss Earth. Además es Director Nacional del certamen Universal Woman USA y Director de Franquicias Internacionales de Miss Panamerican International.
La organización nacional ha logrado a la fecha dieciocho títulos internacionales: 
- Abigail Elizalde - Miss Earth-Water 2008[2]
- Casandra Becerra - Miss Exclusive of the World 2012
- Mónica Carrillo - Miss Teen Earth-Air 2014
- Andrea Zenteno - Miss Heritage Norteamerica 2014
- Ximena Delgado - Dreamgirl of the Year International 2016
- Erika Gómez - Best Model America 2016
- Sugheidy Willie - Reina Internacional del Trópico 2016[3]
- Giovana Portelinha - Miss Tourism Globe 2017
- Verónica Salas - Miss Intercontinental 2017[4]
- Alondra Cabrera - Miss Freedom of the World 2018[5]
- Melissa Flores - Miss Earth-Fire 2018[6]
- Anielka Siles - Reina Internacional del Trópico 2018[7]
- Joana Martínez - Miss Freedom of America 2019
- Graciela Ballesteros - Miss Polo America 2019
- Karen García - Miss Culture International for Arts 2019[8]
- Alejandra Díaz de León- The Miss Globe 2019[9]
- Andrea Torres - Miss Eco Americas 2023
- Montserrat Pereyra - Reina Mundial de la Piña 2024
- Diana Reyes - Miss Eco Americas 2025

La delegación nacional actualmente está conformada por:
- Miss Earth México 2026: Génesis Vera de Veracruz
- Miss Eco México 2025: Diana del Rey de Guerrero
- The Miss Globe México 2025: Adriana Bautista de Veracruz
- Miss Polo México 2024: Esther Cárdenas de Nayarit
- Miss Freedom México 2025: Cristina González de Tlaxcala
- Miss Panamerican México 2025: Alejandra Luna de Coahuila
- Miss Multinational México 2025: Samantha Pineda de Morelos
- Reina de la Piña México 2025: Jessica Solis de Veracruz

## Historia
Paul Salvador Cebada Herrera, más conocido como Paul Marsell en el mundo de los certámenes de belleza, tiene sus inicios a la edad de 18 años cuando decide salir de su ciudad de origen Mérida para mudarse a la Ciudad de México donde estudió en el Centro de Educación Artística de Televisa siendo parte de la 3.ª Generación, fue ahí donde conoció al Sr. Ernesto Alonso y consiguió una beca para estudiar en el Fashion College de la ciudad de Nueva York para instruir modelos y organización de eventos y al finalizar regresar a la Ciudad de México para ser profesor en el Centro de Educación Artística y compartir lo aprendido. Fue entonces cuando el Sr. Ernesto Alonso le presenta al Sr. Carlos Guerrero, dueño y fundador del certamen Señorita México y a Raúl Velasco presentador de televisión, obteniendo así su ingreso como coreógrafo en 1984 a las filas del mayor certamen de belleza de la época en México, tiempo después como preparador de las reinas, pudo viajar con las representantes del país a las distintas plataformas internacionales de los cuales la organización tenía franquicia ya que su escuela de modelaje era la oficial del certamen.
Hacía el año 1994 y 1995, el certamen Señorita México perdió las franquicias más importantes que tenía: Miss Universo y Miss Mundo, fue entonces que tras la decadencia del certamen nacional, se dejó de realizar en 1997. En 1998 y 1999 se trató de revivir el certamen de la mano de Judith Grace Señorita Turismo México 1981 sin éxito alguno. Fue entonces que en el año 2000 Paul Marsell rentó la marca por un año y así poder realizar el certamen de Señorita México siendo ganadora Mariana Ríos de Sinaloa quien pudo competir en Miss Internacional 2001 en Japón, sin embargo para esa época el certamen ya no contaba con televisora, patrocinios, ni el auge que tuvo en los años 70 y 80.
Debido a las relaciones públicas con las diferentes organizaciones internacionales que tenía gracias al Señorita México, en 2002 los organizadores del naciente Miss Earth le ofrecen la franquicia para México. A raíz de este ofrecimiento funda el certamen Miss Latina México, en el cual la ganadora asistía a diferentes plataformas internacionales y alguna finalista mediante designación asistía a Miss Earth, siendo la primera representante Libna Viruega Roldán de la Ciudad de México, quien estuvo presente en la 2.ª edición de Miss Earth.
En 2007 se celebró el primer concurso nacional bajo la marca "Miss Earth México" y se creó con el fin de elegir a la representante de México en el certamen anual Miss Earth y promover la conciencia ambiental y protección del medio ambiente, además de reforzar esta marca dentro del país. La primera reina de este certamen fue María Fernanda Cánovas Leal de Tamaulipas compitiendo en Miss Tierra 2007. Fue en 2008, cuando Abigail Elizalde Romo avanzó en la ronda semifinal por primera vez en la historia para México y finalmente ganó el título de Miss Earth-Water 2008 (2.ª Finalista), una de las coronas elementales. Hecho que se volvería a repetir 10 años después con Melissa Flores colocándose como Miss Earth-Fire 2018 (3.ª Finalista).
El formato de Miss Earth México se basa en elegir 16 semifinalistas de los 32 estados participantes de la República Mexicana, quienes desfilaran en traje de baño y vestido de noche, después haciendo un corte de 8 finalistas para la siguiente ronda, quienes responderán preguntas por parte del jurado, para después nombrarse a las ganadoras, es decir, las mejores en las pasadas etapas, y son quienes reciben uno de los 4 elementos de la naturaleza que son, Miss Earth México-Fire (3.ª Finalista), Miss Earth  México-Water (2.ª Finalista), Miss Earth México-Air (1.ª Finalista) y Miss Earth México (Ganadora).
Miss Earth México es mucho más que un certamen de belleza; es un movimiento comprometido con la sostenibilidad, la protección del medio ambiente y el empoderamiento femenino. Cada año, reunimos a mujeres inspiradoras de todo el país que no solo representan su belleza, sino también su pasión por marcar una diferencia en el mundo.

### Estatutos
- Impacto Ambiental: Promueven proyectos ecológicos y colaboran con organizaciones dedicadas a la conservación del planeta.
- Empoderamiento Femenino: Apoyan a las mujeres mexicanas a desarrollar su liderazgo y habilidades para generar cambios positivos.
- Belleza con Propósito: Celebran la belleza interna y externa, destacando valores como la inteligencia, la empatía y el compromiso social.

## Ganadoras del Certamen
| Año  | Ganadora                                    | Estado           | Sede del Evento                                                                 | Fecha                    |
| 2002 | Libna Viruega Roldán                        | Distrito Federal | Designada                                                                       | Designada                |
| 2003 | Irene Lorena Velarde Briceño                | Jalisco          | Designada                                                                       | Designada                |
| 2004 | Valentina Cervera Ávila                     | Yucatán          | Designada                                                                       | Designada                |
| 2005 | Lorena Jaime Hochstrasser                   | Yucatán          | Designada                                                                       | Designada                |
| 2006 | Alina García Valdez                         | Yucatán          | Designada                                                                       | Designada                |
| 2007 | María Fernanda Cánovas Leal                 | Tamaulipas       | Teatro Mérida, Mérida, Yucatán                                                  | 1 de septiembre de 2007  |
| 2008 | Abigail Elizalde Romo                       | Coahuila         | Centro de Convenciones Yucatán Siglo XXI, Mérida, Yucatán                       | 5 de septiembre de 2008  |
| 2009 | Natalia Quiñones Pérez                      | Jalisco          | Centro de Convenciones Yucatán Siglo XXI, Mérida, Yucatán                       | 27 de septiembre de 2009 |
| 2010 | Claudia López Mollinedo                     | Tabasco          | Centro de Convenciones Yucatán Siglo XXI, Mérida, Yucatán                       | 17 de septiembre de 2010 |
| 2011 | Casandra Ananké Becerra Vázquez             | Distrito Federal | Centro de Convenciones, Chetumal, Quintana Roo                                  | 17 de septiembre de 2011 |
| 2012 | Lourdes Paola Aguilar Concha                | Yucatán          | Centro de Convenciones Yucatán Siglo XXI, Mérida, Yucatán                       | 22 de septiembre de 2012 |
| 2013 | Yuselmi Cristal Silva Dávila                | Tamaulipas       | Salón Oaxaca del Hotel Barceló, Huatulco, Oaxaca                                | 26 de octubre de 2013    |
| 2014 | Yareli Guadalupe Carrillo Salas             | Sinaloa          | Salón 53, Culiacán, Sinaloa                                                     | 20 de septiembre de 2014 |
| 2015 | Gladys Georgete Flores Simón                | Puebla           | Hacienda Doña Isabel, Bahía Príncipe Riviera Maya, Tulúm, Quintana Roo          | 19 de septiembre de 2015 |
| 2016 | Itzel Paola Astudillo Arechiga              | Chiapas          | Centro de Congresos y Convenciones, Querétaro, Querétaro                        | 27 de agosto de 2016     |
| 2017 | Ana Karen Bustos González                   | San Luis Potosí  | Hotel Vista Inn Premium, Tuxtla Gutiérrez, Chiapas                              | 8 de septiembre de 2017  |
| 2018 | Melissa Flores Godínez                      | Michoacán        | Plaza Principal del Pez Vela, Manzanillo, Colima                                | 3 de junio de 2018       |
| 2019 | Lucía Paola Torres Romo (Renunció)          | Ciudad de México | Hotel Grand Fiesta Americana, Veracruz, Veracruz                                | 26 de mayo de 2019       |
| 2019 | Hillary Riguel Osmara Islas Montes (Asumió) | Nayarit          | Hotel Grand Fiesta Americana, Veracruz, Veracruz                                | 26 de mayo de 2019       |
| 2020 | Graciela Natalí Ballesteros Castro          | Coahuila         | Designada                                                                       | Designada                |
| 2021 | Natalia Denisse Durán Ramos                 | Tamaulipas       | Teatro Francisco Javier Clavijero, Veracruz, Veracruz                           | 10 de octubre de 2021    |
| 2022 | Indira Pérez Meneses                        | Veracruz         | Teatro Francisco Javier Clavijero, Veracruz, Veracruz                           | 10 de octubre de 2021    |
| 2023 | Martha Daniela Landin Camarillo             | Aguascalientes   | Yax-Ha Resort Park, Calderitas, Quintana Roo                                    | 1 de julio de 2023       |
| 2024 | Patricia Ramos Lagunes                      | Tamaulipas       | Teatro Universitario de la Universidad Autónoma de Tlaxcala, Tlaxcala, Tlaxcala | 7 de septiembre de 2024  |
| 2025 | Génesis Vera Fernández                      | Veracruz         | Designada                                                                       | Designada                |
| 2026 |                                             |                  |                                                                                 |                          |

#### Clasificaciones Estatales
| No. | Estado           | Títulos | Años                   |
| 1   | Tamaulipas       | 4       | 2007, 2013, 2021, 2024 |
| 1   | Yucatán          | 4       | 2004, 2005, 2006, 2012 |
| 2   | Veracruz         | 2       | 2022, 2025             |
| 2   | Coahuila         | 2       | 2008, 2020 π           |
| 2   | Ciudad de México | 2       | 2002, 2011, 2019 Δ     |
| 2   | Jalisco          | 2       | 2003, 2009             |
| 3   | Aguascalientes   | 1       | 2023                   |
| 3   | Nayarit          | 1       | 2019 π                 |
| 3   | Michoacán        | 1       | 2018                   |
| 3   | San Luis Potosí  | 1       | 2017                   |
| 3   | Chiapas          | 1       | 2016                   |
| 3   | Puebla           | 1       | 2015                   |
| 3   | Sinaloa          | 1       | 2014                   |
| 3   | Tabasco          | 1       | 2010                   |

- π Obtuvo el título por designación.
- Δ Ganadora fue destituida.

#### Cuadro Final de Elementos
| Año  | Miss Earth México-Air 1.ª Finalista                                   | Miss Earth México-Water 2.ª Finalista                                 | Miss Earth México-Fire 3.ª Finalista                                  |
| 2007 | Perla Beltrán Sinaloa                                                 | Roxana Espinoza Colima                                                | Diana Gutiérrez Guanajuato                                            |
| 2008 | Mónica Jiménez Chihuahua                                              | Karina Lépez Jalisco                                                  | Patricia Gómez San Luis Potosí                                        |
| 2009 | Pamela Olivas Chihuahua                                               | Jessica García-Formentí Baja California Sur                           | Siri Mazari Morelos                                                   |
| 2010 | Anahí Ochoa Sinaloa                                                   | Edna García-Formentí Baja California Sur                              | Cristina Hernández Chihuahua                                          |
| 2011 | Yussihey Vidal Tabasco                                                | Alejandra Sandoval Oaxaca                                             | Ivonne Beltrán Sinaloa                                                |
| 2012 | Ilse Vázquez Baja California Sur                                      | Mónica Casillas Colima                                                | Abigail García Sinaloa                                                |
| 2013 | Ana Lilia Alpuche Campeche                                            | Estefanía Olachea Baja California Sur                                 | Tania Lara Chiapas                                                    |
| 2014 | Andrea Zenteno Chiapas                                                | Marcella Rizo Colima                                                  | Alma Guzmán Baja California Sur                                       |
| 2015 | Laura Mojica Oaxaca                                                   | Martha Briano Veracruz                                                | Mónica Hernández Yucatán                                              |
| 2016 | Yolanda Vega Hidalgo                                                  | Verónica Salas Estado de México                                       | Andrea Torres Sonora                                                  |
| 2017 | Mara Orduño Hidalgo                                                   | Brenda Portelinha Estado de México                                    | Diana García Baja California                                          |
| 2018 | Lorena González Querétaro                                             | María Contreras Jalisco                                               | Paola Tanguma Nuevo León                                              |
| 2019 | Alejandra Díaz de León San Luis Potosí                                | Perla Domínguez Veracruz                                              | Brenda Zuarth Chiapas                                                 |
| 2020 | No se realizó concurso nacional debido a la contingencia por Covid-19 | No se realizó concurso nacional debido a la contingencia por Covid-19 | No se realizó concurso nacional debido a la contingencia por Covid-19 |
| 2021 | Patricia Velázquez Estado de México                                   | Elena Roldán Tlaxcala                                                 | Fernanda Flores Puebla                                                |
| 2022 | Lluvia Torres Chihuahua                                               | Berenice Nájera Chiapas                                               | Gloria Cano Nuevo León                                                |
| 2023 | Alexia Briviezca Yucatán                                              | Lucía Ortega San Luis Potosí                                          | Carolina Balboa Tamaulipas                                            |
| 2024 | Ximena Cervantes San Luis Potosí                                      | Janet Bernárdez Quintana Roo                                          | Diana Martínez Durango                                                |

## Representantes en los certámenes principales
Ellas fueron representantes enviadas por la Organización Miss Earth México para representar al país en los principales concursos internacionales de la marca alrededor del mundo. Están enlistadas en el año de su participación.

### Miss Earth
: Ganadora
     : Finalista
     : Semifinalista
     : Cuartofinalista
| Año  | Miss Earth México               | Estado           | Posición                         | Premio/Título |
| ---- | ------------------------------- | ---------------- | -------------------------------- | --- |
| 2025 | Génesis Vera Fernández          | Veracruz         | Por Competir                     | |
| 2024 | Patricia Ramos Lagunes          | Tamaulipas       | -                                | Mejor Traje Reciclado (Grupo Eco) · Vonwelt Farm Ambassadress |
| 2023 | Daniela Landín Camarillo        | Aguascalientes   | -                                | - |
| 2022 | Indira Pérez Meneses            | Veracruz         | -                                | Mejor Traje Típico (América) |
| 2021 | Natalia Durán Ramos             | Tamaulipas       | -                                | - |
| 2020 | Graciela Ballesteros Castro     | Coahuila         | -                                | - |
| 2019 | Hilary Islas Montés (Reemplazó) | Nayarit          | -                                | - |
| 2019 | Paola Torres Romo (Renunció)    | Ciudad de México | No Compitió                      | - |
| 2018 | Melissa Flores Godínez          | Michoacán        | Miss Earth-Fire (3.ª Finalista)  | Mejor en Traje de Baño (Grupo Agua) · Mejor Traje Típico (Norteamérica) · Mejor Resort Wear (Grupo Agua) · Miss Psalmstre New Placenta · Miss Eco-Social Media · Miss Earth JACMI                                                                           |
| 2017 | Ana Karen Bustos González       | San Luis Potosí  | -                                | Mejor en Traje de Noche (Grupo 3) |
| 2016 | Itzel Astudillo Aréchiga        | Chiapas          | Top 16                           | Mejor en Traje de Baño (Grupo 1) · Mejor Vestido de Noche (Grupo 1) · Mejor Traje Típico (América) · Mejor Resort Wear (Grupo 1) · Miss Earth-Hannah's (Top 12) · Best in Production Number · Miss Earth Yoshinoya · Miss Glutamax · Miss Irosin · Miss Ysa |
| 2015 | Gladys Flores Simón             | Puebla           | -                                | - |
| 2014 | Yareli Carrillo Salas           | Sinaloa          | Top 16                           | - |
| 2013 | Cristal Silva Dávila            | Tamaulipas       | Top 8                            | Miss Golden Sunset Miss Careline |
| 2012 | Paola Aguilar Concha            | Yucatán          | Top 16                           | - |
| 2011 | Casandra Ananké Becerra Vázquez | Distrito Federal | Top 8                            | Mejor en Vestido de Noche |
| 2010 | Claudia López Mollinedo         | Tabasco          | -                                | Mejor Traje Típico (Top 5) |
| 2009 | Natalia Quiñones Pérez          | Jalisco          | -                                | - |
| 2008 | Abigail Elizalde Romo           | Coahuila         | Miss Earth-Water (2.ª Finalista) | Mejor en Traje de Baño · Gandang Ricky Reyes Award · Jubille Foundation Award |
| 2007 | Fernanda Canovas Leal           | Tamaulipas       | -                                | - |
| 2006 | Alina García Valdez             | Yucatán          | -                                | - |
| 2005 | Lorena Jaime Hochstrasser       | Yucatán          | -                                | - |
| 2004 | Valentina Cervera Ávila         | Yucatán          | -                                | - |
| 2003 | Lorena Velarde Briceño          | Jalisco          | -                                | - |
| 2002 | Libna Viruega Roldán            | Distrito Federal | -                                | - |

## Delegadas en otros certámenes

### Miss Eco International
: Ganadora
     : Finalista
     : Semifinalista
     : Cuartofinalista
| Año  | Miss Eco México                   | Estado           | Posición      | Premio/Título                                                                             |
| ---- | --------------------------------- | ---------------- | ------------- | ----------------------------------------------------------------------------------------- |
| 2025 | Diana Reyes Duque                 | Guerrero         | Top 21        | Miss Eco Americas Miss Eco Top Model Mejor en Traje de Noche (Top 6)                      |
| 2024 | Lucía Ortega Ruíz                 | San Luis Potosí  | Top 10        | Mejor en Traje de Baño (1° Finalista)                                                     |
| 2023 | Andrea Torres Pérez               | Michoacán        | Top 21        | Miss Eco Americas Miss Eco Top Model Mejor Traje Típico                                   |
| 2022 | Grecia Ramírez Soto               | Zacatecas        | Top 10        | Mejor en Traje de Baño (Top 11)                                                           |
| 2021 | Astrid Moraga Molina              | Veracruz         | -             | -                                                                                         |
| 2020 | Jazmín Olvido Borrego (Reemplazó) | Coahuila         | No Compitió   | No Hubo Certamen                                                                          |
| 2020 | Scandy Patrón Palma (Renunció)    | Quintana Roo     | No Compitió   | No Hubo Certamen                                                                          |
| 2019 | Melissa de Anda García            | Guanajuato       | -             | Miss Elegancia (2° Finalista) Miss Eco Fitness (Top 10)                                   |
| 2018 | Mara Orduño Arce                  | Hidalgo          | Top 21        | Mejor en Traje de Baño (Top 10)                                                           |
| 2017 | Verónica Salas Vallejo            | Estado de México | Top 20        | Mejor Eco Traje (Top 15)                                                                  |
| 2016 | Mónica Hernández Reynaga          | Yucatán          | Top 8         | Miss Talento (1° Finalista) Miss Elegancia (2° Finalista) Mejor en Traje de Baño (Top 10) |
| 2015 | Yareli Carrillo Salas             | Sinaloa          | 4.ª Finalista | Miss Elegancia                                                                            |

### The Miss Globe
: Ganadora
     : Finalista
     : Semifinalista
| Año  | The Miss Globe México         | Estado              | Posición     | Premio/Título      |
| ---- | ----------------------------- | ------------------- | ------------ | ------------------ |
| 2025 | Adriana Lizeth Bautista Reyes | Veracruz            | Por Competir | -                  |
| 2024 | Siu Ling Cotero Chio          | Sinaloa             | No Compitió  | -                  |
| 2023 | Alexia Briviesca Espinosa     | Yucatán             | -            | -                  |
| 2022 | Keely Ruiz Morales            | Veracruz            | -            | Miss Amistad       |
| 2021 | Lorena Herrera Fraga          | Nuevo León          | -            | -                  |
| 2020 | Rubí Moreno Garrido           | Hidalgo             | No Compitió  | -                  |
| 2019 | Alejandra Díaz de León Soler  | San Luis Potosí     | Ganadora     | -                  |
| 2018 | Sofia Tanguma Villarreal      | Nuevo León          | -            | Miss Fashion       |
| 2017 | Giovana Portelinha Delgadillo | Estado de México    | -            | Miss Tourism Globe |
| 2016 | Andrea Torres Damián          | Sonora              | Top 12       | Miss Fotogénica    |
| 2015 | Andrea Zenteno Vázquez        | Chiapas             | Top 15       | -                  |
| 2014 | Ana Lilia Alpuche Tovar       | Campeche            | No Compitió  | -                  |
| 2013 | Susana Espinosa Galaviz       | Zacatecas           | No Compitió  | -                  |
| 2012 | Ilse Vázquez Villegas         | Baja California Sur | -            | -                  |
| 2004 | Valentina Cervera Ávila       | Yucatán             | -            | -                  |

### Miss Freedom of the World
: Ganadora
     : Finalista
     : Semifinalista
| Año  | Miss Freedom México         | Estado           | Posición     | Premio/Título                              |
| ---- | --------------------------- | ---------------- | ------------ | ------------------------------------------ |
| 2025 | Cristina González Contreras | Tlaxcala         | Por Competir |                                            |
| 2024 | Yohana Mejorada Rodríguez   | Ciudad de México | No Compitió  | -                                          |
| 2023 | Alexa Silva                 | San Luis Potosí  | No Compitió  | -                                          |
| 2019 | Joana Martínez Garza        | Coahuila         | -            | Miss Coctail Dress Miss Freedom of America |
| 2018 | Alondra Cabrera Tenorio     | Puebla           | Ganadora     | Miss Bikini                                |
| 2017 | Deborah Ozuna Rivera        | Chiapas          | No Compitió  |                                            |

### Miss Panamerican International
: Ganadora
     : Finalista
     : Semifinalista
| Año  | Miss Panamerican México           | Estado     | Posición      | Premio/Título            |
| ---- | --------------------------------- | ---------- | ------------- | ------------------------ |
| 2025 | Alejandra Luna                    | Coahuila   | Top 8         |                          |
| 2023 | Lorena Herrera Fraga              | Nuevo León | -             | -                        |
| 2019 | Fernanda Barragán Gil (Reemplazó) | Colima     | 3.ª Finalista | Miss Cultura             |
| 2019 | Brenda Zuarth Aragón (Renunció)   | Chiapas    | No Compitió   | -                        |
| 2018 | Itzel Astudillo Aréchiga          | Chiapas    | 1.ª Finalista | Miss Elegancia Top Model |

### Miss Polo International
: Ganadora
     : Finalista
     : Semifinalista
| Año  | Miss Polo México            | Estado   | Posición      | Premio/Título     |
| ---- | --------------------------- | -------- | ------------- | ----------------- |
| 2024 | Esther Cárdenas Camacho     | Nayarit  | 1.ª Finalista | Miss Fotogénica   |
| 2022 | Paulina Leguer del Toro     | Jalisco  | No Compitió   | -                 |
| 2019 | Graciela Ballesteros Castro | Coahuila | Top 10        | Miss Polo América |

### Reina Mundial de la Piña
: Ganadora
     : Finalista
     : Semifinalista
| Año  | Reina de la Piña México      | Estado   | Posición     | Premio/Título |
| ---- | ---------------------------- | -------- | ------------ | ------------- |
| 2025 | Jessica Isabel García Solís  | Veracruz | Por Competir |               |
| 2024 | Montserrat González Pereyra  | Veracruz | Ganadora     | -             |
| 2019 | Viviana Domínguez Triana     | Veracruz | No Compitió  | -             |
| 2016 | Dulce Yarely Herbert Sánchez | Hidalgo  | 2.ª Princesa | -             |

### Miss Multinational
: Ganadora
     : Finalista
     : Semifinalista
| Año  | Miss Multinational México | Estado  | Posición     | Premio/Título |
| ---- | ------------------------- | ------- | ------------ | ------------- |
| 2025 | Samantha Pineda Farfán    | Morelos | Por Competir | -             |

## Antiguas Franquicias
Ellas fueron representantes enviadas por la Organización Miss Earth México para representar al país en los principales concursos internacionales de la marca alrededor del mundo. Están enlistadas en el año de su participación.

### Miss Intercontinental
: Ganadora
     : Finalista
     : Semifinalista
| Año  | Miss Intercontinental México         | Estado           | Posición    | Premio/Título                                             |
| ---- | ------------------------------------ | ---------------- | ----------- | --------------------------------------------------------- |
| 2019 | Sofía Miñarro Pedraza                | Querétaro        | -           | -                                                         |
| 2018 | Ivanna Barradas Lobato               | Chiapas          | Top 20      | Mejor Proyecto Social                                     |
| 2017 | Verónica Salas Vallejo (Reemplazó)   | Estado de México | Ganadora    | Miss Intercontinental Norteamérica Mejor en Traje de Baño |
| 2017 | Erika Palomera Plascencia (Renunció) | Jalisco          | No Compitió | -                                                         |
| 2016 | Martha Suárez Briano                 | Veracruz         | -           | -                                                         |

### Miss Supranational
: Ganadora
     : Finalista
     : Semifinalista
     : Cuartofinalista
| Año  | Miss Supranational México     | Estado  | Posición | Premio/Título      |
| ---- | ----------------------------- | ------- | -------- | ------------------ |
| 2021 | Palmira Ariadna Ruiz Vigueras | Oaxaca  | -        | -                  |
| 2019 | Dariana Giselle Urista Soto   | Sinaloa | Top 25   | Mejor Traje Típico |

### Miss International
: Ganadora
     : Finalista
     : Semifinalista
| Año  | Miss International México  | Estado         | Posición | Premio/Título |
| ---- | -------------------------- | -------------- | -------- | ------------- |
| 2004 | Bernardette González Mejía | Jalisco        | -        | -             |
| 2003 | Lorena Ruiz Martínez       | Tabasco        | -        | -             |
| 2002 | Velia Rueda Galindo        | Tamaulipas     | -        | -             |
| 2001 | Irma Mariana Ríos Franco   | Aguascalientes | -        | -             |

### Miss Eco Teen
: Ganadora
     : Finalista
     : Semifinalista
| Año  | Miss Teen Eco México        | Estado     | Posición    | Premio/Título |
| ---- | --------------------------- | ---------- | ----------- | ------------- |
| 2020 | Rubí Camargo Martínez       | Oaxaca     | No Compitió | -             |
| 2019 | Montserrat Amador Contreras | Tamaulipas | No Compitió | -             |

### Universal Woman
: Ganadora
     : Finalista
     : Semifinalista
| Año  | Universal Woman México | Estado   | Posición    | Premio/Título      |
| ---- | ---------------------- | -------- | ----------- | ------------------ |
| 2024 | Jasaret Álvarez Díaz   | Sinaloa  | No Compitió | -                  |
| 2023 | Martha Suárez Briano   | Veracruz | Top 10      | Mejor Traje Típico |

### International Tourism Image Ambassador
: Ganadora
     : Finalista
     : Semifinalista
| Año  | Tourism Image México | Estado  | Posición    | Premio/Título |
| ---- | -------------------- | ------- | ----------- | ------------- |
| 2020 | Rubí Moreno Garrido  | Hidalgo | No Compitió | -             |

### Reina Internacional del Trópico
: Ganadora
     : Finalista
     : Semifinalista
| Año  | Reina del Trópico México | Estado     | Posición | Premio/Título                   |
| ---- | ------------------------ | ---------- | -------- | ------------------------------- |
| 2018 | Anielka Siles Zeledón    | Chiapas    | Ganadora | Miss Internet Miss Fotogénica   |
| 2017 | Yolanda Vega Ortiz       | Hidalgo    | -        | -                               |
| 2016 | Sugheidy Willie Sauceda  | Nuevo León | Ganadora | Mejor Traje Típico Miss Cultura |

### Miss Celebrity International
: Ganadora
     : Finalista
     : Semifinalista
| Año  | Miss Celebrity México              | Estado    | Posición    | Premio/Título |
| ---- | ---------------------------------- | --------- | ----------- | ------------- |
| 2024 | Samantha Pineda Farfán (Reemplazó) | Morelos   | No Compitió | -             |
| 2024 | Fernanda Manríquez (Renunció)      | Michoacán | No Compitió | -             |

### Miss Environment International
: Ganadora
     : Finalista
     : Semifinalista
| Año  | Miss Environment México | Estado          | Posición    | Premio/Título |
| ---- | ----------------------- | --------------- | ----------- | ------------- |
| 2024 | Leonor Rodríguez        | Baja California | No Compitió | -             |

### Miss Culture International
: Ganadora
     : Finalista
     : Semifinalista
| Año  | Miss Culture México            | Estado     | Posición | Premio/Título                                              |
| ---- | ------------------------------ | ---------- | -------- | ---------------------------------------------------------- |
| 2019 | Karen Elizabeth García de León | Nuevo León | Top 3    | Miss Culture International for Arts Mejor en Traje de Baño |

### Miss Exclusive of the World
: Ganadora
     : Finalista
     : Semifinalista
| Año  | Miss Exclusive México          | Estado              | Posición    | Premio/Título |
| ---- | ------------------------------ | ------------------- | ----------- | ------------- |
| 2017 | Itzel Paola Astudillo Aréchiga | Chiapas             | No Compitió | -             |
| 2015 | Alma Guzmán Rito               | Baja California Sur | Top 20      | -             |
| 2014 | Cristal Silva Dávila           | Tamaulipas          | No Compitió | -             |
| 2013 | Paola Aguilar Concha           | Yucatán             | -           | -             |
| 2012 | Casandra Becerra Vázquez       | Distrito Federal    | Ganadora    | -             |

### Miss Heritage
: Ganadora
     : Finalista
     : Semifinalista
| Año  | Miss Heritage México   | Estado  | Posición    | Premio/Título              |
| ---- | ---------------------- | ------- | ----------- | -------------------------- |
| 2015 | Laura Mojica Romero    | Oaxaca  | No Compitió | -                          |
| 2014 | Andrea Zenteno Vázquez | Chiapas | Top 10      | Miss Heritage Norteamérica |

### Miss United Countries
: Ganadora
     : Finalista
     : Semifinalista
| Año  | Miss United Countries México     | Estado  | Posición    | Premio/Título |
| ---- | -------------------------------- | ------- | ----------- | ------------- |
| 2017 | Gildy Guillermina Reyes Colorado | Tabasco | No Compitió | -             |
| 2016 | Adriana Daniela Ramírez Cruz     | Colima  | No Compitió | -             |

### Exquisite Face of the Universe
: Ganadora
     : Finalista
     : Semifinalista
| Año  | Miss Excquisite Face México | Estado  | Posición    | Premio/Título |
| ---- | --------------------------- | ------- | ----------- | ------------- |
| 2017 | Alejandra Castilla Blanco   | Yucatán | No Compitió | -             |

### Miss City Tourism
: Ganadora
     : Finalista
     : Semifinalista
| Año  | Miss City Tourism México | Estado  | Posición | Premio/Título |
| ---- | ------------------------ | ------- | -------- | ------------- |
| 2017 | Jessica García Guerrero  | Sinaloa | -        | -             |

### Miss Atlántico Internacional
: Ganadora
     : Finalista
     : Semifinalista
| Año  | Miss Atlántico México         | Estado              | Posición | Premio/Título |
| ---- | ----------------------------- | ------------------- | -------- | ------------- |
| 2018 | Karen Lizeth Cárdenas Almanza | Chihuahua           | -        | -             |
| 2017 | Enya Britania Castro Guerrero | Baja California Sur | -        | -             |

### Miss Weat Indies
: Ganadora
     : Finalista
     : Semifinalista
| Año  | Miss West Indies México | Estado | Posición      | Premio/Título         |
| ---- | ----------------------- | ------ | ------------- | --------------------- |
| 2015 | Marcella Rizo García    | Colima | 2.ª Finalista | Best National Costume |

### Miss Tourism International
: Ganadora
     : Finalista
     : Semifinalista
| Año  | Miss Tourism México   | Estado         | Posición      | Premio/Título                                             |
| ---- | --------------------- | -------------- | ------------- | --------------------------------------------------------- |
| 2016 | Ximena Delgado Méndez | Aguascalientes | 3.ª Finalista | Dreamgirl of the Year International Miss Whoosh Glamurous |

### Best Model of the World
: Ganadora
     : Finalista
     : Semifinalista
| Año  | Best Model México       | Estado         | Posición | Premio/Título      |
| ---- | ----------------------- | -------------- | -------- | ------------------ |
| 2016 | Erika Judith Gómez Cruz | Aguascalientes | -        | Best Model America |

### Miss Bikini Universe
: Ganadora
     : Finalista
     : Semifinalista
| Año  | Miss Exclusive México | Estado              | Posición    | Premio/Título |
| ---- | --------------------- | ------------------- | ----------- | ------------- |
| 2016 | Rosaura Ríos Angulo   | Sinaloa             | No Compitió | -             |
| 2015 | Alma Guzmán Rito      | Baja California Sur | Top 12      | -             |

### Miss Turismo Latino
: Ganadora
     : Finalista
     : Semifinalista
| Año  | Miss Turismo Latino México | Estado              | Posición | Premio/Título |
| ---- | -------------------------- | ------------------- | -------- | ------------- |
| 2014 | Alma Guzmán Rito           | Baja California Sur | -        | -             |

### Miss Tourism World Intercontinental
: Ganadora
     : Finalista
     : Semifinalista
| Año  | Miss Tourism World México | Estado    | Posición | Premio/Título |
| ---- | ------------------------- | --------- | -------- | ------------- |
| 2019 | Lorena González Ortega    | Querétaro | Top 10   | Miss Popular  |

### Miss Teen Earth
: Ganadora
     : Finalista
     : Semifinalista
| Año  | Miss Teen Earth México           | Estado  | Posición                            | Premio/Título |
| ---- | -------------------------------- | ------- | ----------------------------------- | ------------- |
| 2014 | Mónica Lizbeth Carrillo Coronado | Nayarit | Miss Teen Earth-Air (1.ª Finalista) | -             |

### Embajadora Mundial del Turismo
: Ganadora
     : Finalista
     : Semifinalista
| Año  | Embajadora del Turismo México | Estado   | Posición      | Premio/Título |
| ---- | ----------------------------- | -------- | ------------- | ------------- |
| 2015 | Liliana Rodríguez Saucedo     | Coahuila | 2.ª Finalista | -             |

### Miss Expo World
: Ganadora
     : Finalista
     : Semifinalista
| Año  | Miss Expo World México    | Estado   | Posición    | Premio/Título |
| ---- | ------------------------- | -------- | ----------- | ------------- |
| 2014 | Liliana Rodríguez Saucedo | Coahuila | No Compitió | -             |